# Tuğrul Erat
Tuğrul Erat (aserbaidschanisch Toğrul Erat; *17. Juni 1992 in Nettetal, Deutschland) ist ein türkisch-aserbaidschanischer Fußballspieler, der in Deutschland aufgewachsen ist. Der Mittelfeldspieler spielte vier Mal für die aserbaidschanische Nationalmannschaft.

## Karriere

### Vereine
Erat wuchs als Sohn türkischer Eltern in Nettetal auf, wo er auch noch wohnt. Mit vier Jahren begann er für den SC Union Nettetal zu spielen und blieb dort bis zum 30. Juni 2009. Danach lief er für Fortuna Düsseldorf auf, wo sein Vertrag eine Laufzeit bis zum 30. Juni 2016 hatte. Bei den Fortunen spielte er unter Trainer Taşkın Aksoy zunächst für die zweite Mannschaft in der Regionalliga West, bis ihn Trainer Oliver Reck am 9. Dezember 2013 auf der rechten Mittelfeld-Außenposition gegen den 1. FC Kaiserslautern zu seinem Debüt in der ersten Mannschaft und in der 2. Bundesliga aufspielen ließ. Die Partie beendete mit einem 1:0-Sieg über die Kaiserslauterer eine Serie enttäuschender Auftritte der Fortuna, die zur Beurlaubung des Cheftrainers Mike Büskens geführt hatte. Bei seinem zweiten Bundesliga-Einsatz am 14. Dezember 2013 gegen Energie Cottbus sorgte Erat für die Vorlage zum 1:1 und schoss sein erstes Tor als Profispieler in der 83. Minute; seine Mannschaft gewann in diesem Auswärtsspiel mit 3:1 erneut. In der Saison 2015/16 spielte er nur in der Regionalliga-Reserve, für die er zehn Tore erzielte.
Im Juni 2016 wechselte Erat zum Zweitliga-Absteiger MSV Duisburg. Nachdem er in der 3. Liga noch in 22 Einsätzen zum Wiederaufstieg der Duisburger beigetragen hatte, kam er eine Klasse höher nur noch zu acht Berücksichtigungen. Erats Vertrag wurde im Sommer 2018 nicht verlängert, woraufhin er zunächst vereinslos blieb. Anfang Oktober 2018 schloss er sich dann dem Regionalliga-Aufsteiger SV Straelen an.
Von Januar 2019 bis Januar 2020 spielte er für den türkischen Drittligisten Fatih Karagümrük SK, dann bis Juni 2020 für Bayrampaşaspor in der vierten türkischen Liga.
Ab dem Sommer 2020 spielte er bis Januar 2022 in der Regionalliga West für Rot-Weiß Oberhausen. Am 31. Januar 2022 wechselte er innerhalb der Regionalliga West zu Alemannia Aachen. Die Station in Aachen sollte ein kurzes Gastspiel für ihn werden. Insgesamt kam Erat auf 10 Einsätze in der Liga und 2 Spielen im Mittelrheinpokal. Am 18. Mai 2022, wurde er offiziell verabschiedet.
Nach kurzzeitiger Vereinslosigkeit kehrte er im August 2022 zu seinem Jugendverein SC Union Nettetal zurück, der in der Oberliga Niederrhein antritt.

### Nationalmannschaft
Seit dem 9. September 2013 lief Tuğrul Erat – dank Vermittlung seines Coaches Taşkın Aksoy – für die U-21-Nationalmannschaft Aserbaidschans auf. Bei diesem Einsatz, der gegen Israel zu einer 2:7-Niederlage der Aserbaidschaner führte, traf Erat zum 2:1. Am 3. März 2014 wurde Erat das erste Mal in die A-Nationalmannschaft von Aserbaidschan berufen. Am 5. März 2014 lief er unter Berti Vogts in einem Freundschaftsspiel gegen die Philippinen auf; dies war gleichzeitig Erats Länderspieldebüt in der A-Nationalmannschaft Aserbaidschans.

## Erfolge
Mit dem MSV Duisburg
- Aufstieg in die 2. Bundesliga: 2016/17

Mit Fatih Karagümrük SK
- Play-off-Sieger der TFF 2. Lig und Aufstieg in die TFF 1. Lig: 2018/19